# Simone Bastoni
Simone Bastoni, né le 5 novembre 1996 à La Spezia en Italie, est un footballeur italien, qui évolue au poste de milieu central à l'Empoli FC, en prêt de la Spezia Calcio.

## Biographie

### En club
Né à La Spezia en Italie, Simone Bastoni est formé par le club de sa ville natale, le Spezia Calcio. Il fait toutefois ses débuts en professionnel à au Robur Sienne, où il est prêté pour une saison le 20 juillet 2015. Le club évolue alors en Serie C, la troisième division italienne. Bastoni joue son premier match lors d'une rencontre de coupe le 14 août 2015 contre l'AC Prato en étant titularisé (0-0 score final). Il fait ses débuts en championnat le 6 septembre 2015 contre le Carrarese Calcio, lors de la première journée de la saison 2015-2016. Il se distingue ce jour-là en inscrivant son premier but en professionnel mais les deux équipes se neutralisent (1-1 score final).
Le 31 août 2016 il est prêté au Carrarese Calcio.
Le 31 août 2017 il est cette fois prêté au Trapani Calcio, toujours en Serie C. Il joue son premier match le 9 septembre 2017 contre le Sicula Leonzio, en championnat. Il entre en jeu et les deux équipes se séparent sur un score nul et vierge (0-0).
De retour à la Spezia, Bastoni participe lors de la saison 2019-2020 à la montée historique du club en Serie A, Spezia accédant pour la première fois de son histoire à l'élite du football italien.
Il joue son premier match en Serie A le 18 octobre 2020, contre l'ACF Fiorentina. Il est titularisé au poste d'arrière gauche et les deux équipes se neutralisent (2-2 score final).
Le 1er septembre 2023, Simone Bastoni est prêté au Empoli FC pour une saison avec option d'achat.

### En sélection
Simone Bastoni représente l'équipe d'Italie des moins de 19 ans, pour un total de quatre matchs joués, tous en 2014 et un but marqué le 5 septembre contre la Slovaquie (0-5 pour l'Italie score final).